# Feniciërs

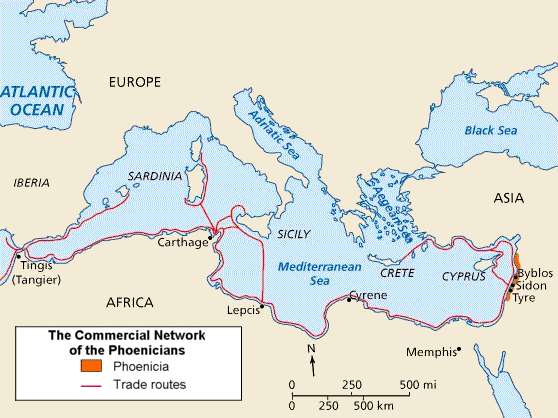
Fenicische handelsroutes

De Feniciërs of Phoeniciërs waren de inwoners van Fenicië (Phoenicië) dat ongeveer het huidige Libanon bestrijkt. Het zijn Kanaänieten die de verwoestingen van de Zeevolken in ca. 1200 v. Chr. in steden als Ugarit, Aradus en Sidon hebben overleefd.
De belangrijkste steden waren eerst Baalbek, Byblos, en Sidon en later Tyrus. De oorsprong van de Feniciërs is duister maar waarschijnlijk waren ze aanvankelijk gewone Kanaänieten die zich later mengden met Semitische nomaden uit het achterland en kustvissers. Nadat het Minoïsche Kreta in verval raakte werden de Feniciërs tussen 1500 en 400 v.Chr. de belangrijkste zeevaarders en handelaars van de Middellandse Zee en stichtten ze overal koloniën.

## Herkomst
De Feniciërs komen in de Griekse mythologie voor, waar volgens de traditie de stad Thebe door een Fenicische prins genaamd Cadmus werd gesticht. Dit gebeurde bij een zoekexpeditie naar zijn zuster Europa, die door Zeus was ontvoerd. Europa zou de moeder geweest zijn van de Kretenzische koning Minos. Met hem begon de Minoïsche beschaving op Kreta, waarmee de Feniciërs aardig handel dreven.
De Fenicische schrijver Philo van Byblos citeert fragmenten van zijn voorganger Sanchuniaton, waarin deze vermeldt dat Byblos, Berytus en Tyrus bij de eerste steden waren die ooit werden gebouwd. Dat zou zijn gebeurd onder de heerschappij van de mythische Kronos die sommigen identificeren met de Bijbelse persoon Kanaän, een zoon van Cham. Deze eerste inwoners ontwikkelden volgens Philo van Byblos de visvangst, de jacht, de landbouw, de scheepsbouw en het schrift.
Herodotos meldt dat in Fenicië rond 2750 v.Chr. de eerste nederzettingen werden gesticht. Sidon was vanaf 2700 v.Chr. de oudste Fenicische stad naast Baalbek en Tyrus. Dit waren alle havens van het mediterrane handelsrijk. Maar de Feniciërs gingen nog verder. Zij dreven handel met de Etrusken van Italië, de Iberiërs, en op het hoogtepunt, zo rond 1000 voor Christus, zelfs met de Kelten van Brittannië.
Augustinus van Hippo meldt dat Kanaän een van de namen was waarmee de zeevarende Feniciërs hun thuisland aanduidden. Dit wordt ook bevestigd door munten uit Laodicea in de Libanon met inscriptie: “Van Laodicea, een metropool in Kanaän”. Ze worden gedateerd onder de heerschappij van Antiochus IV Epiphanes van Syrië. (175-164 v.Chr.) en zijn opvolgers. Augustinus meldt ook dat het volk van het platteland rond Carthago, van wie men aanneemt dat ze van Punische origine zijn, zich nog altijd “Chanani” noemden in zijn tijd.
De Feniciërs worden ook in de Bijbel genoemd. In het Oude Testament worden ze omschreven als zeevarende strijders, die, al ten tijde van Abraham, heidense goden vereerden. Abraham van Ur zou met zijn karavaan, op weg naar het Heilige Land Kanaän, ruim 2000 jaar voor Christus, de oversteek naar Egypte hebben gemaakt met een Fenicisch schip. Rond de tijd van Mozes begonnen  Habiri en Feniciërs, ondanks hun zeer verschillende godsdiensten en enig wantrouwen, steeds meer handel met elkaar te drijven.

## Genetica
Genetisch onderzoek met de Y-chromosoom haploïde analyse heeft een Fenicisch merkergen (om zo te zeggen een Kanaänitisch gen) teruggevonden bij de huidige Libanese volken, waaronder de Maronitische christenen en Sjiitische Moslims, vooral nabij de kuststreek. De eerste bevindingen tonen dat moderne Libanese genenpools inheems Kanaänitische bevatten, gevolgd door immigratiegolven van Arabieren, Europese kruisvaarders, en Seltsjoek Turken. De Amerikaanse universiteit van Beiroet lanceerde het Fenicische genografie project om de genetische kaart van de Libanese bevolking precies te bepalen en zelfs die van de Mediterrane volken waar de Oude Kanaänieten koloniseerden. Een piek van het Kanaänitisch gen is ontdekt bij de bevolking van Tunesië waar het belangrijke Carthago lag. Ook is het gen prominent aanwezig in het noorden van Marokko, waar de fenicische kolonie Tingis (het huidige Tanger) lag, en in het zuiden van het Iberisch schiereiland (nu Andalusië, ook uitgebreid gekoloniseerd door Fenicië later voortgezet door de Carthagers), bijvoorbeeld de havensteden Gades, Málaga en Cartagena. En op Malta, dat ook door Feniciërs werd bevolkt. Hieruit blijkt dat een groot deel van de huidige bevolking van deze gebieden zich nog steeds nakomeling van de Feniciërs mag noemen.

## Taal en godsdienst
Het Fenicisch was een Semitische taal, die nauw verwant was aan het Hebreeuws en ook aan de taal van het volk van Kanaän vóór de verovering door de Joden.
Ook de godsdienst van de Feniciërs heeft veel overeenkomsten met die van de 'heidense' Kanaänieten. Herodotos verhaalt dat reeds in 2750 v.Chr. in Byblos de stadsgodin Baälat Gubla werd vereerd door de Feniciërs. Er bevond zich ook een Ashtart tempel in Sidon.
Bekende goden zijn Baäl ("de heer", ook wel "Melqart", "koning van de stad", genaamd) en Astarte (of Isjtar).
Te Cala d'Hort, op Ibiza, werd een Fenicische begraafplaats blootgelegd.

## Handel en zeevaart
De Feniciërs, die in het noorden van Kanaän leefden, werden de belangrijkste en meest succesvolle zeevaarders en handelaars van de Middellandse zee. Na de val van het Myceense rijk zouden zij overal koloniën stichten en zo de handel over zee in stand houden.
De liga van onafhankelijke stadstaathavens met andere op de eilanden en langsheen de Middellandse Zeekust was uiterst geschikt voor handel tussen de Levant, die rijk was aan natuurlijke bronnen, en de rest van de antieke wereld.
De Feniciërs verhandelden cederhout (afkomstig van de statige Libanonceder), voor het maken van schepen en andere zaken. De Griekse term Tyrisch purper verwijst naar de kleurstof waar zij vooral om bekendstonden en ook naar de haven van Tyrus. Mooi textiel behoorde ook tot de Fenicische weelde, en Fenicisch glas. Zij hadden blijkbaar als eersten de techniek ontdekt om het glas doorschijnend te maken. Alhoewel de Feniciërs geen landbouwers waren, werden er wel schapen gefokt en werden die evenals hun wol verkocht. Grote cederstammen werden eveneens als vanouds naar Egypte vervoerd. Zoals de Amarna brieven suggereren betaalde Fenicië hiermee tribuut in de 14e eeuw v.Chr.
Het hoogtepunt van Fenicië als zeemacht wordt doorgaans ca. 1200 – 800 v.Chr. gesitueerd.
In de tijd van de Feniciërs werden in Ugarit ateliers ingericht voor eigen beheer van export zoals Fenicisch purper. Ivoorsnijkunst was er ook van hoog niveau. Een godin die op een dergelijk opgegraven ivoorplaket staat afgebeeld was Ishtar of Potnia. De stijl van de kunstvoorwerpen verraadt de internationale invloeden vanuit alle windstreken. Op dat punt is de rol van de stad Ugarit vergelijkbaar met die van huidige drukke handelssteden als Hongkong en New York.
Invoer van artikelen van elders bestond vooral uit tin en zilver uit het Iberisch schiereiland, dat samen met Cyprisch koper tot brons werd verwerkt. Volgens Strabo was er ook al een lucratieve tinhandel met Bretagne en de Britse eilanden (Cornwall). De Aziatische handelsroutes convergeerden ook op de Fenicische kusten. Hierdoor kon Fenicië de handel tussen Mesopotamië en verder Azië aan de ene kant en Egypte, Noord-Afrika en Arabië aan de andere kant regelen. Ook hielden de Feniciërs zich bezig met wijnbouw en de handel hierin.

## Carthago en andere kolonies

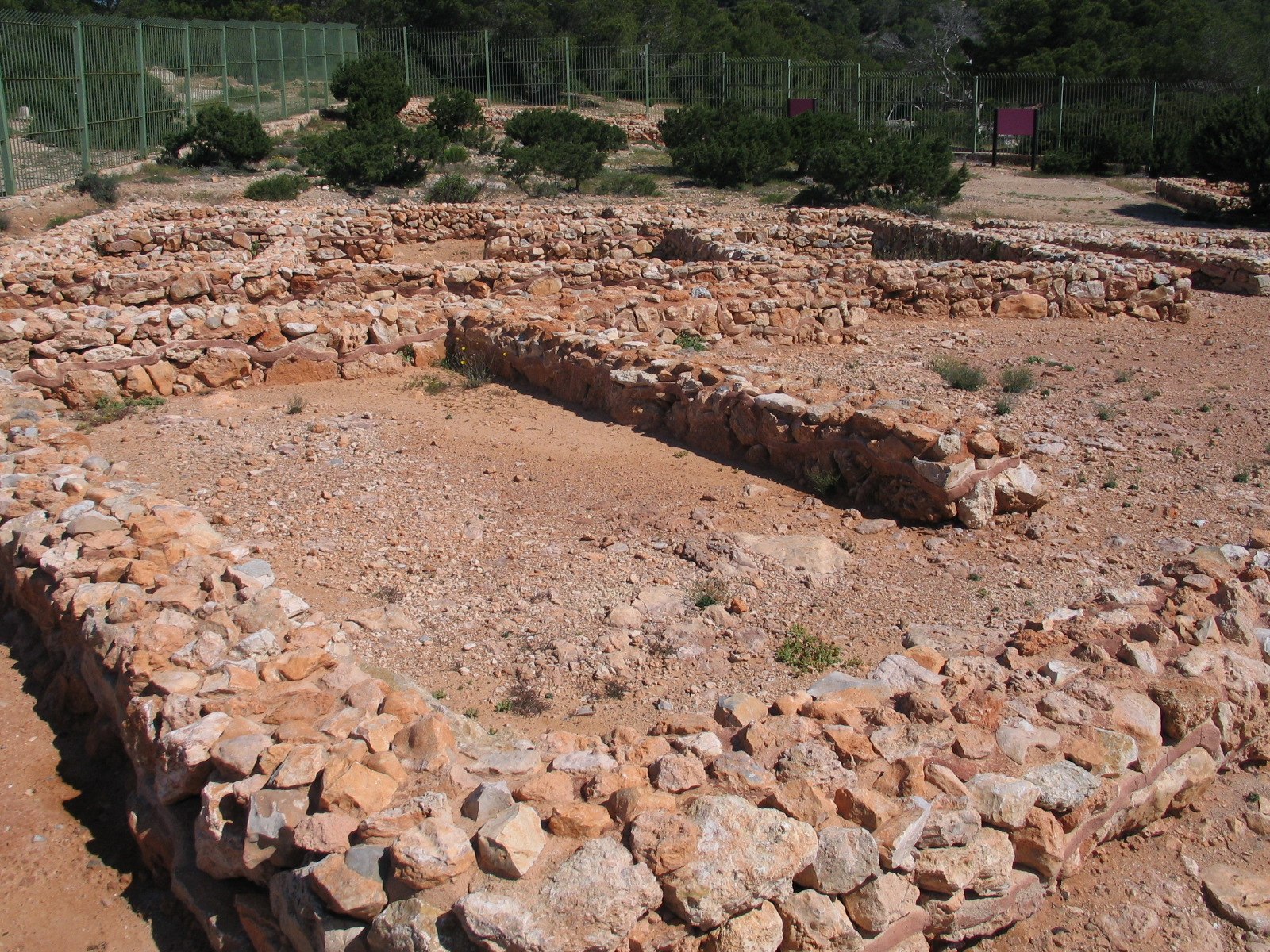
Fenicische nederzetting in Sa Caleta

Op hun vele handelsreizen over de Middellandse Zee werden vaak kleine maar permanent bemande handelsposten op verre kusten gesticht om de handel met de plaatselijke bevolking te vergemakkelijken. Deze posten groeiden op den duur uit tot echte havensteden die soms niet onderdeden voor Tyrus en Sidon. Vele steden rond de Middellandse Zee kunnen zo bogen op Fenicische wortels. De belangrijkste kolonie van Tyrus was Carthago in het huidige Tunesië, die, volgens een mythe beschreven door Herodotos, door kolonisten uit Tyrus werd gesticht onder hun koningin Dido. Later zouden de Carthagers zelf kolonies stichten. De oudste Carthaagse kolonie werd in 654 v.Chr. gesticht op Ibiza, een van de Balearen, voor de Spaanse kust.
Ook Utica in Tunesië en Cádiz in Spanje waren Fenicische kolonies.
Op Malta floreerden van ca. 700 tot 550 v.Chr. de Fenicische nederzettingen, en daarna was er de Carthaagse invloed tot aan de tijd van de Romeinen in 218 v.Chr. Het hedendaags Maltees bevat nog steeds tal van woorden van Fenicische oorsprong.
Een Carthaagse expeditie onder leiding van Hanno exploreerde in de 5e eeuw v.Chr. ook de Atlantische kust van Afrika, vermoedelijk tot aan de Golf van Guinee. Zij slaagden er ook in om rond Afrika te varen volgens Herodotus, die verhaalt over een Fenicische expeditie die langs de Rode Zee werd gezonden door farao Necho II van Egypte (ca. 600 v.Chr.) Zij kwamen na drie jaar terug aan via de Zuilen van Hercules. Necho II liet tijdens de Saïtische Renaissance volgens Herodotus de Feniciërs om Afrika heen varen nadat zijn pogingen om een kanaal te graven tussen de Middellandse Zee en de Rode Zee mislukt waren (zie Maritieme geschiedenis#Feniciërs). Dat deze expeditie werkelijk heeft plaatsgevonden is niet zeker, maar de zin "En zij verhaalden, wat ik niet geloven kan, doch een ander dan misschien, dat zij bij het omvaren van Libye de zon aan de rechterhand gehad hadden." maakt het aannemelijker, aangezien het bewijst dat ze ten zuiden van de evenaar zijn geweest.
In 1996 stelde de Amerikaanse paleontoloog en professor geologie Mark McMenamin (1957) dat Phoenicische zeilers de Nieuwe Wereld ca. 350 v.Chr.  ontdekten, omdat er toen in Carthago gouden staters werden gemunt met op de keerzijde, volgens McMenamin, een kaart van het Middellandse Zeegebied met in het westen over de Atlantische Oceaan de Amerika's. Er werden in Noord-Amerika ook 7 tot 8 koperen munten gevonden met de afbeelding van een punisch paard, een punische palmboom en een inscriptie in de punische taal. Maar dit bleken vervalsingen te zijn.
Na de verovering van Fenicië door de Perzen omstreeks 500 v.Chr. werd de maritieme en commerciële invloed van Fenicië minder en werd haar rol als handelsmogendheid in het Middellandse Zeegebied overgenomen door haar vroegere kolonie Carthago en door Griekse stadstaten. Carthago was aanvankelijk de grote rivaal van de Grieken in het zuiden van Italië en op Sicilië (Magna Graecia) met hier als belangrijkste stad Syracuse.

## De opkomst van Rome

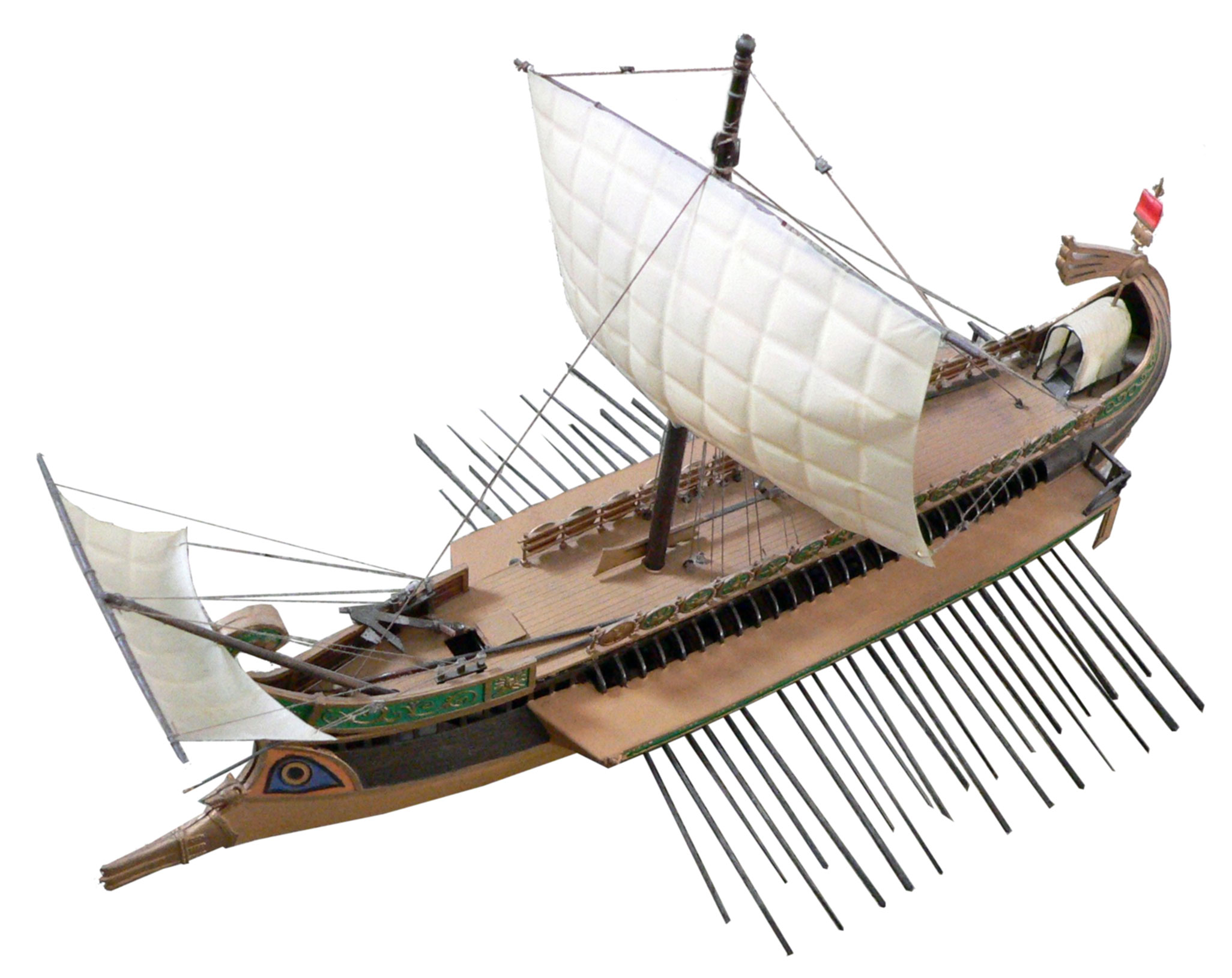
Een Romeins trireem, geïnspireerd op het Fenicische voorbeeld

De suprematie van het vroege Rome over Carthago werd bereikt via een reeks van drie Punische oorlogen, waarvan de eerste begon in 246 v.Chr. en de laatste eindigde in 146 v.Chr.. Elk van deze oorlogen liep voor Carthago slechter af dan de vorige; de derde eindigde met de totale verwoesting van de stad, die anderhalve eeuw lang een ruïne zou blijven en daarna nooit meer een zelfstandige mogendheid zou worden. Ondertussen werden door de Romeinen ook een voor een de hellenistisch Griekse koninkrijken van Griekenland, Egypte, Syrië en Klein-Azië onderworpen. Hiermee kwam ook Fenicië, dat onder Syrië viel, onder de Romeinen (150 v.Chr.). Al deze tijd bleef Fenicië betrekkelijk welvarend. Dit bleef zo totdat de islam de dominante religie in de regio werd, rond 680 na Chr. Daarna begon een langzaam verval.

## Uitvindingen aan Feniciërs toegeschreven
- De belangrijkste bijdrage aan de wereld was het fonetische Fenicisch alfabet. Het was een aanzienlijke vereenvoudiging van het op lettergrepen gebaseerde Assyrische spijkerschrift en de ideografische Egyptische hiërogliefen. Het Arameese en Griekse alfabet zijn afgeleid van het Fenicische. Nog veel meer schriftstelsels zijn afgeleid van die twee alfabetten: het Latijnse in West-Europa, vermoedelijk het Germaanse runenschrift, het Cyrillische in Oost-Europa, het Hebreeuwse en het Arabische alfabet in het Midden-Oosten; sommigen menen zelfs in het Indiase Devanagari-alfabet van het Sanskriet Fenicische invloeden te zien. Anderen beweren eerder dat het schrift reeds uitgevonden is in Ugarit.
- De verfstof purper, afkomstig van een zeeslak (de purperslak), o.a. gebruikt voor koningsmantels. Soms wordt Fenicië in antieke verslagen het 'Purperland' genoemd.
- doorzichtig glas
- Slagschepen als de trireem en de quinquereem zijn waarschijnlijk Fenicische uitvindingen, die spoedig door de Grieken werden overgenomen.